# Anneliese Born
Anneliese Born (geb. 17. Januar 1901 in Heidelberg; gest. 29. Juli 1989 in Baden-Baden) war eine deutsche Schauspielerin bei Bühne, Film und Fernsehen.

## Leben und Wirken
Anneliese Born wollte ursprünglich Tänzerin werden, ging aber 1923 nach Berlin, um eine Schauspielkarriere zu starten und wurde von Leopold Jessner für die Rolle des Mariechens in Joseph von Eichendorffs Komödie Die Freier besetzt. 1924 trat Born ihr erstes Festengagement in Bremen an. Im darauf folgenden Jahr ging sie ans Schauspielhaus Hamburg, wo ihr der Durchbruch gelang. Die folgenden Bühnenstationen waren Mannheim, Darmstadt, Augsburg und München, wo die Mimin Ende der 1920er Jahre Arbeit an den Kammerspielen fand. Von 1929 bis 1935 wirkte sie an den Kammerspielen und am Thalia-Theater in Hamburg, wo man sie vor allem im Fach der Salondame besetzte. Zu diesem Zeitpunkt begann ihr Ehemann Albrecht Schoenhals Karriere als Filmstar zu machen, während Anneliese Born aufgrund „ungeklärter rassischen Herkunft“ mehr und mehr mit Schwierigkeiten seitens der nationalsozialistischen Machthaber zu kämpfen hatte.
Born folgte Schoenhals nach Berlin, doch nach einer kurzzeitigen Verpflichtung an das Theater in der Behrenstraße begann das Überprüfungsverfahren der Reichstheaterkammer (RTK) bezüglich der „rassischen Herkunft“ der Künstlerin. Zwar wurde Anneliese Born nicht aus der RTK ausgeschlossen, sie konnte aber nur noch mit Ausnahmegenehmigung auftreten. Nach Schoenhals’ Weigerung, 1940 den Jud Süß in dem gleichnamigen antisemitischen Hetzfilm zu spielen, geriet der Filmstar auf Goebbels’ Boykottliste, und das Ehepaar entschied sich dazu, 1941 Berlin vorübergehend zu verlassen. Beide ließen sich auf einem Bauernhof im Schwarzwald nieder. Gelegentlich unternahm das Paar Tourneen, ab 1943 auch im Rahmen von Truppenbetreuungen. Nach Kriegsende 1945 band sich Anneliese Born an kein Theater mehr, sondern setzte die Gastspielarbeit an der Seite ihres Gatten fort, zuletzt 1967/68 in Noel Cowards Duett im Zwielicht an Bühnen in Baden-Baden, Stuttgart und Köln. Sporadisch trat Anneliese Born auch vor Film- und Fernsehkameras. Beider Schauspielerleben stand 1970 im Mittelpunkt von Schoenhals’ und Borns Autobiografie „Immer zu zweit“. Das Buch erzählt von der Theaterarbeit ab 1924 in Bremen, Hamburg und München, ab 1936 in Berlin, von Verfolgung und Wehrmachtstourneen, nach 1945 von Gastspielen und Tourneen.

## Filmografie
- 1952: Illusion in Moll
- 1958: Juchten und Lavendel
- 1959: Stahlnetz: Aktenzeichen: Welcker u. a. wegen Mordes
- 1960: Bezaubernde Julia (Fernsehfilm)

## Autobiografie
- Albrecht Schoenhals, Anneliese Born: Immer zu zweit. Erinnerungen. Deutsche Verlags-Anstalt, Stuttgart 1970. 3. Auflage 1973: ISBN 978-3-8090-2117-9